# Porodica Kremenko
Porodica Kremenko (engl. The Flintstones) poznata i kao Kremenkovi ali i Kamenkovi, je američka animirana televizijska serija u proizvodnji Hana i Barbera produkcije. Kremenkovi su prva animirana serija namenjena odraslima koja se emitovala u udarnjim večernjim terminima. Koncept serije se pokazao kao izuzetno popularan i ubrzo su stvoreni i Džetsonovi (engl. The Jetsons).
Porodica Kremenko je jedna od najuspešnijih animiranih televizijskih serija svih vremena. Serija iz 1950ih The Honeymooners je bila inspiracija kreatorima Kremenkovih za stvaranje njihovih crtanih junaka. Kremenkovi su premijerno prikazivani u udarnim terminima na američkoj TV-mreži ABC počevši od 1960. pa sve do 1966. kada je serijal prekinut posle šest sezona.
Kremenkovi su u tadašnjoj SFR Jugoslaviji premijerno emitovani na TV Zagreb, od 1968. godine, sinhronizovani na hrvatski jezik. U pitanju je prva crtana serija sinhronizovana u bivšoj Jugoslaviji. Sinhronizacija na srpski jezik premijerno je emitovana na TV Novi Sad i glasove su pozajmili Ana Radaković, Vida Jovanović, Vojislav Cinkocki i Miodrag Petronje. Nakon raspada Jugoslavije, u Srbiji je serija emitovana na BK TV sa novom sinhronizacijom, u kojoj su glasove pozajmili Goran Peković, Nebojša Burović, Tatjana Stanković i Violeta Peković. Poslednji put serija je emitovana na B92 televiziji od 2011. godine, sa novom sinhronizacijom koju je radila sama televizija. Glasove su pozajmili Marko Živić, Dimitrije Stojanović, Paulina Manov i Maša Dakić.

## Radnja
Radnja je smeštena u fiktivni grad Kamengrad (u nekim adaptacijama zvan Bedrok) u eri kamenog doba. Kao takva je predstavljala alegoriju na američko društvo iz sredine i treće četvrtine 20. veka; u Kamenkovoj fantastičnoj verziji praistorijske prošlosti, dinosaurusi, sabljozubi tigrovi, mamuti i druge davno izumrle životinje zajedno žive sa pećinskim ljudima čija tehnologija odgovara 20. veku, uglavnom kroz korištenje različitih životinja. Likovi voze automobile napravljene od kamena, drva i životinjskih koža te pokretane stopalima. Iako su likovi bili smešteni u kameno doba, to nije sprečilo autore serije da snime božićnu epizodu za vreme originalnog emitovanja, isto kao i nekoliko božićnih posebnih emisija u decenijama koje su sledile.
Jedan od izvora humora u seriji bio je način na koji su životinje korištene za tehnologiju. Na primer, kada se likovi fotografišu s polaroid kamerom, unutrašnjost kamere pokazuje pticu kako urezuje sliku na kamenu ploču uz pomoć svog kljuna. U stalnom gegu, životinje koje pokreću te naprave bi probile četvrti zid, pogledali direktno u kameru prema publici, slegle ramenima i prozborile "I to je život" ili neku sličnu frazu. Još jedna česta naprava u seriji bio je mladunac mamuta koji se koristi kao usisivač za prašinu. Putovanje u "Holirok" (engl. "Hollyrock") , parodiju Holivuda u Kaliforniji, je obično uključivalo let avionom. Avion je u ovom slučaju često pokazivan kao orihaški pterodaktil. (Druga česta imena mesta su takođe svojevrsne parodije: San Antonio je postao Pesak-i-Kamen-o (engl. Sand-and-Stony-o); država južno od Bedrokove zemlje se zove Meksi-kamen (engl. Mexirock) itd.) Liftove dižu i spuštaju konopci oko brontosaurovih vratova; "automatske" prozore pokreću majmuni koji žive na rubu okna; ptice služe kao sirene automobila te se aktiviraju povlačenje njihovim repovima. Električni brijač je opisan kao školjka u kojoj živi mala buba koja vibrira čim se školjka povlači niz lice lika.
Radnja smeštena u Kameno doba je omogućila beskonačne gegove i žaoke koje su uključivale kamenje i stene u jednom ili drugom obliku, uključujući parodijska imena raznih likova koja sadrže reč "rock" (kamen); neka od tih imena su pozajmljena od slavnih ličnosti pa tako postoji "Rok Kamenolom" (engl. Rock Quarry), "Kari Granit" (engl. Cary Granite), "Kameni Kertis" (engl. Stony Curtis), "Ed Sulejkamen" (engl. Ed Sulleystone), "Kamen Hjudkameni" (енгл. Rock Hudson) i "An-Margkamen" (енгл. Ann-Margret). Ostale slavne ličnosti/parodije u "Flintstonima" su uključivale "Alvina Brikroka" (engl. Alfred Hichcock), "Perija Masonerja" (engl. Perry Mason), te novu susjedu "Sam" (Samanta — Bewitched).
Serija je crpela neposrednu inspiraciju iz The Honeymoonersa za glavni kvartet likova: hvalisavog Freda Kremenka i njegovu večno strpljivu suprugu Vilmu Kremenko (rođenu Slaghople, iako je Pebl - Šljunak - se povremeno pojavljivao) koji su modelirani prema Kramdenima, te njihove prijateljske susede Barni Rabel i suprugu Beti Rabel (rođena Elizabeta Jean MekBriker) modelirani prema Nortonima. Nekoliko odnosa među likovima su takođe sličili odnosima likova iz The Honeymoonersa, najočitije u Fredovom suparništvu s Vilminom majkom koja je podsećala na suparništvo Ralfa i Alisine majke. Kasniji dodaci postavi likova su uključivali Flintstoneovu malu kći Pibls Kremenko i Rabelovog nenormalno snažnog usvojenog sina Bam-Bam Rublea. Flintstonovi su imali i kućnog ljubimca dinosaura zvanog Dino (koji je lajao poput psa), dok su Rabelsi kasnije imali kenguroliku životinju zvanu Hopi. Fred Flintstone je radio u kamenolomu i to za nekoliko šefova, od kojih je najpoznatiji Gospodin Slejt (The Flintstone).
U kasnijim sezonama je postava likova u Kremenkovima proširena i uključivala je Gruesome, neobične susede (inspirirana tada popularnim serijom o čudovištima kao što su Porodica Adams i The Munsters). Među interesantnijim junacima pridodatim kasnije je i Veliki Gazu, vanzemaljac proteran na Zemlju koji pomaže Fredu i Barniju, često protiv njihove volje. Za Freda i Barnija je koristio izraz "glupaci" ("dumb dumbs").
Primećeno je kako je Fred fizičkim izgledom dosta podsećao na uglednog britanskog glumca Alana Rida koji mu je pozajmljivao glas. Glas Barniju je dao Mel Blank, legendarni glumac specijalizovan za glasove u animiranim filmovima, iako se za pet epizoda druge sezone koristio glumački veteran Davs Batler, u doba kada se Blank oporavljao od umalo kobnog automobilskog sudara. Sličnosti s The Honeymoonersima su uključivale činjenicu da je Rid svoj glas zasnovao na onom koga je koristio Džeki Glison za lik Ralfa Kramdena, dok je Blank, nakon sezone korišćenja nazalnog, visoko intoniranog glasa za Barnija, počeo da koristi stil glasa Arta Karnija u njegovom tumačenju Ed Nortona. (1980-ih je Džeki Glison u intervjuu za Playboy izjavio da je Alan Rid pozajmljivao glas Glisonu u njegovim ranijim filmovima, pa je zbog toga razmišljao da tuži Hana i Barberu zbog kršenja autorskih prava na "The Honeymoonerse", ali je na kraju odlučio da odustane od toga.)
U odjavnoj špici, Fred pokušava izbaciti mačku (zapravo sabljozubog tigra) iz kuće preko noći, ali umesto toga ostaje zaključan van kuće te počinje vikati kako bi mu supruga otvorila vrata: "Vilma! Hajde, Vilma, otvori ova vrata! Villllll-ma!" U razdoblju kada je pesma TV-serije "Meet the Flintstones" korišćena, Fred je vikao samo: "Viiil-ma!" Iako je mačka viđena u odjavnoj špici svake epizode, retko je korišćena u zapletima epizoda. Ovaj stalni geg u kojem protagonist serije ostaje bespomoćan u odjavnoj špici svake epizode zahvaljujući nestašluku kućnog ljubimca će Hana i Barbera ponoviti u TV-seriji Džetsonovi u kojoj Džordž Džetson bude uhvaćen na pokretnoj traci za trčanje koja se pokreće bez kontrole. On (isto kao Fred u svojoj seriji) poziva u pomoć svoju suprugu, tražeći od nje da isključi uređaj, "Džejn! Zaustavi ovu ludu stvar!"

## Spoljašnje veze
- Museum of Broadcast Communications' entry on the Flintstones
- Webrock: The Flintstones and Hanna-Barbera Page
- Stone Trek
- Kamenkovi na IMDB
- Kamenkovi na TV.com Архивирано на веб-сајту  (29. септембар 2009)
- The Flintstones page at Toonopedia
- Blog discussing segments left off the Flintstones DVDs 1 Архивирано на веб-сајту  (15. март 2007), 2 Архивирано на веб-сајту  (15. март 2007)